# Ямвлих (писатель)
Ямвлих (др.-греч. Ιάμβλιχος) — сирийский грекоязычный писатель II века н. э., автор романа «Вавилоника» («Вавилонская повесть»).
Скудные сведения о его биографии известны со слов патриарха Фотия, оставившего пересказ романа:
«Писатель сообщает, что он и сам вавилонянин и знаток магии, но сведущ и в эллинской образованности, что его цветущий возраст приходится на время Соэма, сына Ахеменида, потомка Арсаки, который царствовал, происходя от царственных предков, и все же стал членом сената в Риме, даже консулом, а затем снова был царем Великой Армении; на его время и пришелся расцвет Ямвлиха, как он сам говорит об этом. Он упоминает, что над римлянами царствовал Антонин (Марк Аврелий), когда Антонин, по его словам, послал Вера, главного полководца, брата и свояка, на войну с парфянином Вологесом, Ямвлих предсказал и начало и исход войны; Вологес убежал за Евфрат и Тигр, а парфянская земля стала подвластной римлянам».
Соэм (Сохемос) стал правителем Армении в 164 году, война с Парфией состоялась в 165 году. Это даёт основания датировать творчество Ямвлиха третьей четвертью II века.